# Gerhard Menk
Gerhard Menk (* 17. März 1946 in Nisterau; † 18. Oktober 2019) war ein deutscher Historiker und Archivar.

## Leben
Gerhard Menk besuchte nach der Volksschule die Städtische Realschule in Bad Marienberg und legte am Staatlichen Neusprachlichen Gymnasium Altenkirchen im Frühjahr 1966 das Abitur ab. Er studierte ab dem Sommersemester 1966 zuerst an der Universität Frankfurt am Main, ging dann zum Sommersemester 1969 nach Genf, wo er an der Universität Genf sowie am Institut Universitaire de Hautes Etudes Internationales studierte. Hier waren neben Jacques Freymond (1911–1998) insbesondere der frühere tschechoslowakische Außenminister Jiří Hájek und Saul Friedländer seine akademischen Lehrer. Für das Wintersemester 1969/70 wechselte er an die Universität Wien, wo seine akademischen Lehrer insbesondere Gerald Stourzh, Heinrich Lutz und Herwig Wolfram waren. Im Sommersemester 1970 kehrte er an die Universität Frankfurt zurück, um 1971 das erste Staatsexamen für das Lehramt an Gymnasien abzulegen (u. a. bei Jochen Bleicken und Friedrich Hermann Schubert).
Ab dem Sommer 1971 begann er in Frankfurt mit der Dissertation bei Friedrich Hermann Schubert, wobei ein Stipendium der Fritz Thyssen Stiftung umfangreichere Forschungsreisen in die Niederlande, die Schweiz, Österreich, Ungarn und die Tschechoslowakei sowie schließlich in die Vereinigten Staaten erlaubte. Zugleich war er Wissenschaftliche Hilfskraft und Assistent am Historischen Seminar der Universität bei Notker Hammerstein. 1975 erfolgte die Promotion mit der Arbeit: Die Hohe Schule Herborn in ihrer Frühzeit 1584–1660, die 1981 bei der Historischen Kommission für Nassau gedruckt erschien.
1975 begann er ein Archivreferendariat im Hessischen Hauptstaatsarchiv Wiesbaden, das er mit dem Archivarischen Staatsexamen im September 1977 an der Archivschule Marburg abschloss. Ab Oktober 1977 verzeichnete er für das Land Hessen Akten des OMGUS-Bestandes in Washington D. C., Anfang 1978 trat er eine Archivstelle im Hessischen Staatsarchiv Marburg an, wo er bis zu seiner Pensionierung für die Überlieferung der Grafschaft bzw. des Fürstentums Waldeck und ab 2006 auch für die Akten der Landgrafschaft Hessen-Kassel zuständig war. Von 1979 bis 1995 war er Dozent an der Archivschule Marburg;  dort war er auch Mitglied des Prüfungsausschusses. 1981 nahm er am dreimonatigen Stage der Archives Nationales in Paris teil, wobei er die Sprecherfunktion ausübte.
1981 wurde er, als einziger Fachhistoriker, zum Mitherausgeber der Geschichtsblätter für Waldeck berufen. Dieser Zeitschrift hat er bis 2003 durch zahlreiche Artikel seinen Stempel aufgedrückt. Überdies veröffentlichte er mehrere Bio- und Monographien zur Geschichte von Grafschaft, Fürstentum und Freistaat Waldeck. Insbesondere die zuletzt publizierten Studien über den waldeckischen Politiker und Studienrat Otto Hufnagel und über Waldeck im Dritten Reich fanden hohe Aufmerksamkeit.
1986 übernahm Menk einen Lehrauftrag an der Universität Gießen, 2005 erfolgte hier in Anerkennung seiner Leistungen die Ernennung zum Honorarprofessor; ebenfalls 2005 erhielt er den Wissenschaftspreis des Hessischen Ministers für Wissenschaft und Kunst. Als Vorsitzender des Zweigvereins Marburg des Vereins für hessische Geschichte und Landeskunde (1998–2007) führte Menk zahlreiche Kolloquien durch, darunter über Die Universität Marburg in den 20er Jahren, über Hessische Chroniken, den Greifswalder Professor und waldeckischen Kirchenhistoriker Victor Schultze sowie über den hessischen Kultusminister und Richter des Bundesverfassungsgerichts Erwin Stein.
Am 31. März 2011 trat er als Archivoberrat in den Ruhestand.
Menk war Mitglied der Historischen Kommissionen für Hessen und der Historischen Kommission für Nassau und der Vereinigung für Verfassungsgeschichte, daneben auch Mitglied mehrerer wissenschaftlicher Beiräte. Publikationen von ihm liegen zur Wissenschafts- und Bildungsgeschichte, Kirchengeschichte, Verfassungs- und Verwaltungsgeschichte sowie zur Archivgeschichte zwischen Hohem Mittelalter und 20. Jahrhundert vor.
Mit seinen zeitlich und thematisch weitgespannten Publikation habe er die hessische Geschichtsforschung maßgeblich geprägt, heißt es in einem Nachruf des Hessischen Landesarchivs.

## Veröffentlichungen (Auswahl)
Monographien
- Die Hohe Schule Herborn in ihrer Frühzeit (1584–1660). Ein Beitrag zum Hochschulwesen des deutschen Kalvinismus im Zeitalter der Gegenreformation, Wiesbaden 1981 (= Veröffentlichung der Historischen Kommission für Nassau, 30).
- Georg Friedrich von Waldeck (1620–1692). Eine biographische Skizze, Arolsen 1992 (= Waldeckische Historische Hefte, 3).
- Der Weg zur waldeckischen Residenz Arolsen, Arolsen 1996 (= Waldeckische Historische Hefte, 5).
- Das Ende des Freistaates Waldeck – Möglichkeiten und Grenzen kleinstaatlicher Existenz in Kaiserreich und Weimarer Republik, Zweite erheblich erweiterte Auflage, Waldeckischer Geschichtsverein e. V., Bad Arolsen 1998, ISBN 3-932468-04-X.
- Die „Denkwürdigkeiten“ des Pfarrers Jonas Hefentreger-Trygophorus im Kontext. Bezugsfelder und Aussagekraft chronokalischer Überlieferung im 16. Jahrhundert, Bad Arolsen 2000 (= Waldeckische Historische Hefte, 6).
- Waldecks Beitrag für das heutige Hessen. 2. erheblich erweiterte Auflage, Hessische Landeszentrale für Politische Bildung, Wiesbaden 2001, ISBN 3-927127-41-8.
- Gustav Könnecke (1845–1920). Ein Leben für das Archivwesen und die Kulturgeschichte, Marburg-Kassel 2004 (= Schriften des Hessischen Staatsarchivs Marburg, 13, Hessische Forschungen zur geschichtlichen Landes- und Volkskunde, 42).
- Ein „antiquitätischer Herr.“ Leben und Werk des hessischen Denkmalpflegers und technischen Pioniers Ludwig Bickell (1838–1901), Marburg 2005; ebenfalls in: Elmar Brohl, Gerhard Menk (Hrsg.): Ludwig Bickell. Ein Denkmalpfleger der ersten Stunde, Stuttgart 2005.
- Vom Bismarckianer zum Liberalen. Der Politiker und Lehrer Otto Hufnagel (1885–1944) in Waldeck und Frankfurt am Main, 2 Bde., Marburg 2006.
- Landesgeschichte, Archivwesen und Politik. Der hessische Landeshistoriker und Archivar Karl Ernst Demandt (1909–1990), Marburg 2009.
- Waldeck im Dritten Reich. Voraussetzungen und Wirken des Nationalsozialismus im hessischen Norden, Wiesbaden-Korbach 2010.
- Zwischen Kanzel und Katheder. – Protestantische Pfarrer- und Professorenprofile vom 16. bis 20. Jahrhundert – Ausgewählte Aufsätze, Marburg 2011.
- Politischer Liberalismus in Hessen zwischen Weimarer Republik und Nachkriegszeit – Rudolf Büttner, Margarete Grippentrog und die Deutsche Demokratische Partei Fuldas. Fulda 2012, ISBN 978-3-7900-0441-0.

Herausgeberschaften
- Angus Fowler, ein Schotte mit europäischem Kulturauftrag. Reden auf dem Festakt zur Verleihung des Bundesverdienstkreuzes I. Klasse im Historischen Rathaus der Universitätsstadt Marburg am 18. Dezember 2000, Marburg 2001.
- mit Andreas Hedwig: Erwin Stein (1903–1992). Politisches Wirken und Ideale eines hessischen Nachkriegspolitikers, Marburg 2004.
- mit Wilhelm A. Eckhardt: Christian Wolff und die hessischen Universitäten, Marburg 2004 (= Beiträge zur hessischen Geschichte, 18).
- Landgraf Moritz der Gelehrte von Hessen-Kassel. Ein Kalvinist zwischen Politik und Wissenschaft, Marburg 2000 (= Beiträge zur hessischen Geschichte, 15).

Aufsätze und archivische Publikationen sind unter der Internetseite der Justus Liebig-Universität (siehe unter Weblinks) verzeichnet.